# 여고생

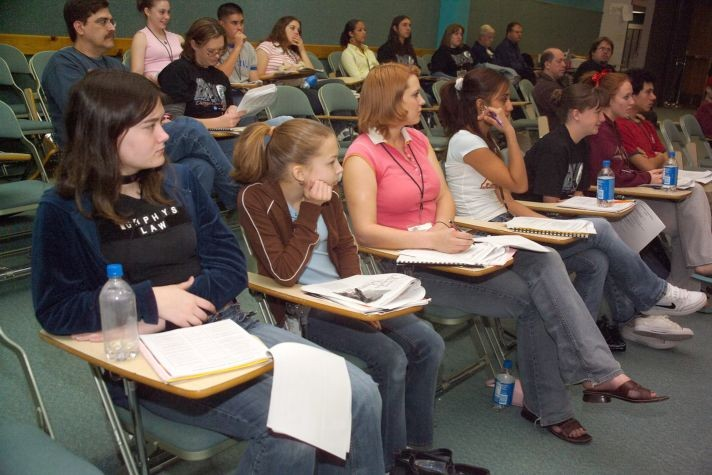
미국의 여고생

여고생(女高生)은 고등학교에 재학하는 여학생을 말한다. 주로 17세에서 19세다.

## 여고생을 소재로 한 작품

### 영화

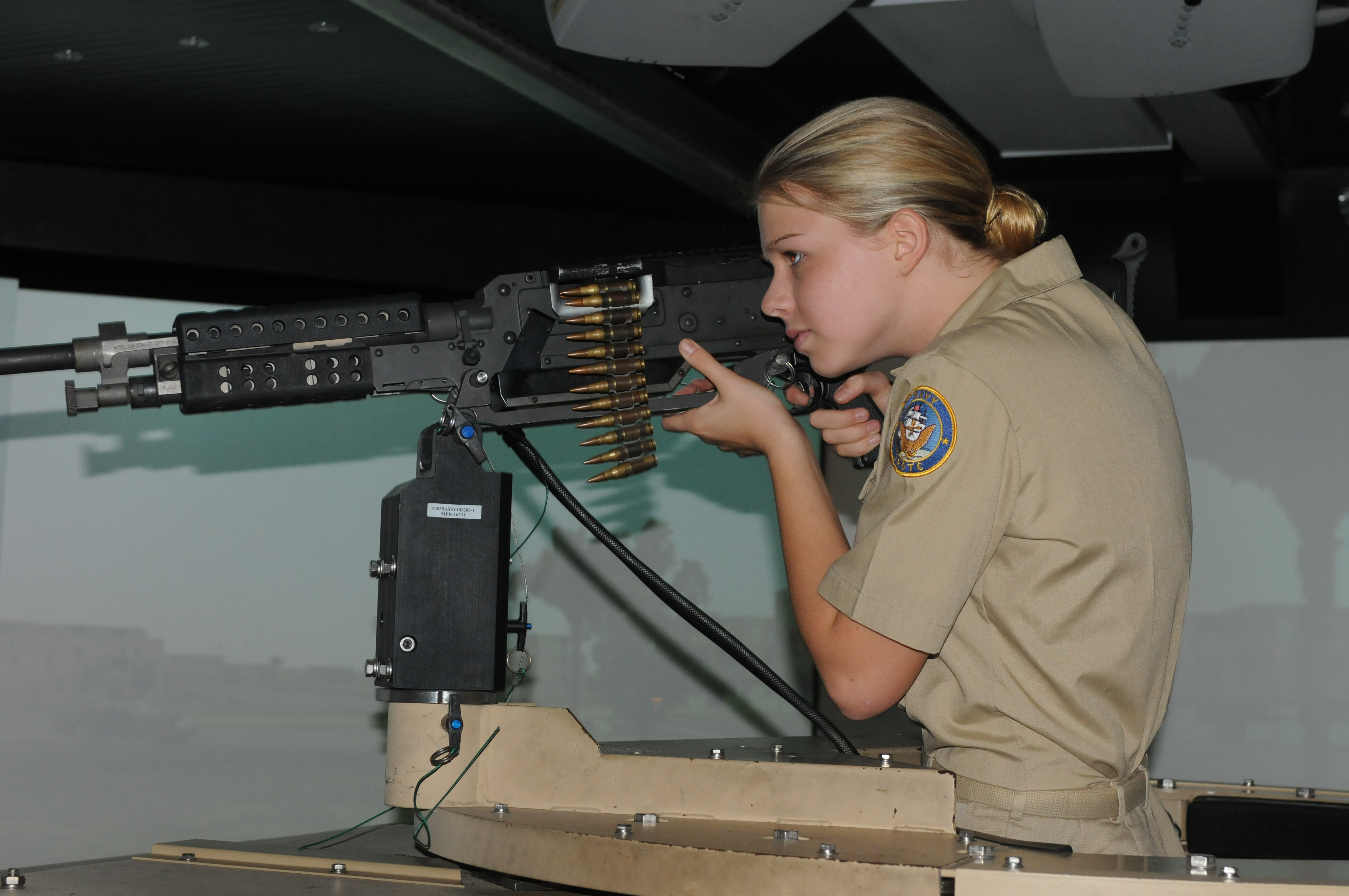
사격 체험을 하는 여고생

- 하나와 앨리스

### 만화 영화
- 아즈망가 대왕

## 같이 보기
- 고등학교
- 여대생
- 여중생